# 正しい相対性理論
『正しい相対性理論』（ただしいそうたいせいりろん）は、2011年4月27日に発売の相対性理論のアルバムである。本作はcommmonsとみらいrecordsの共同リリースとなる。

## 概要
新曲は3曲のみ（1、7、13）で、それ以外は他アーティストによるリミックスである。
コンセプターであるやくしまるえつこによると、最初から「再構築と、新録素材と、新曲、それぞれがすべてフラットに混ざるべき」という前提で作られたアルバムである。

曲名はすべて、記号と数字で表記されている。これらは何らかの頭文字であると推測され、STSRは相対性理論の略であると思われる。
各参加アーティストには特定の曲ではなく、複数の曲素材と新たな音素材が渡された。

アルバムには「赤と緑のチェックシート」が封入されており、予約特典ではそれぞれの購入店舗によって箔押しの「正しい赤鉛筆」（緑、銀、黒、白）が付いてくる。
「立式III」「解析III」のライブ会場でのみ、「正しい相対性理論」スペシャルリミテッドアナログ盤が販売される。
当初、2011年3月23日発売予定としていたが、東北地方太平洋沖地震の影響で2011年4月27日に延期した。

## 収録曲
1. Q/P
STSR
作詞・作曲：ティカ・α
2. QJPCAM
STSR / Matthew Herbert　（マシュー・ハーバート）
リミックス。ペペロンチーノ・キャンディがベースとなっている。
作詞：ティカ・α、真部脩一　作曲：ティカ・α、永井聖一、真部脩一、西浦謙助
3. QGKGAO
STSR / Otomo Yoshihide　（大友良英）
リミックス。やくしまるえつこによるごん狐の朗読がベースとなっている。
作詞：ティカ・α　作曲：ティカ・α、永井聖一、真部脩一、西浦謙助
4. QSMJAF
STSR / Fennesz　（クリスチャン・フェネス）
リミックス。四角革命がベースとなっている。
作詞：ティカ・α、真部脩一　作曲：ティカ・α、永井聖一、真部脩一、西浦謙助
5. QHPMAS
STSR / SPANK HAPPY　（菊地成孔）
リミックス。(恋は)百年戦争、マイハートハードピンチがベースとなっている。
作詞：ティカ・α、永井聖一、真部脩一　作曲：ティカ・α、永井聖一、真部脩一、西浦謙助
6. QMSMAS
STSR / Ryuichi Sakamoto　（坂本龍一）
リミックス。ミス・パラレルワールドがベースとなっている。
作詞：ティカ・α、真部脩一　作曲：ティカ・α、永井聖一、真部脩一、西浦謙助
7. Q&Q
STSR
作詞・作曲：真部脩一
8. QSSGAB
STSR / Buffalo Daughter
リミックス。元素紀行がベースとなっている。
作詞：ティカ・α、永井聖一、真部脩一、西浦謙助　作曲：ティカ・α、永井聖一、真部脩一、西浦謙助
9. QVSCAA
STSR / Arto Lindsay　（アート・リンゼイ）
リミックス。バーモント・キッスがベースとなっている。
作詞：ティカ・α、真部脩一　作曲：ティカ・α、永井聖一、真部脩一、西浦謙助
10. QMCMAS
STSR / Keiichi Suzuki　（鈴木慶一）
リミックス。ムーンライト銀河、シンデレラ、ミス・パラレルワールドがベースとなっている。
作詞：ティカ・α、永井聖一、真部脩一　作曲：ティカ・α、永井聖一、真部脩一、西浦謙助
11. QLOTAS
STSR / SCHADARAPARR　（スチャダラパー）
リミックス。テレ東がベースとなっている。
作詞：ティカ・α、真部脩一　作曲：ティカ・α、永井聖一、真部脩一、西浦謙助
12. QKMAC
STSR / Cornelius　（小山田圭吾）
リミックス。ミス・パラレルワールドがベースとなっている。
作詞：ティカ・α、真部脩一　作曲：ティカ・α、永井聖一、真部脩一、西浦謙助
13. （1＋1）
STSR
作詞：ティカ・α　作曲：永井聖一